# Военнополева болница
 Тази статия е за медицинското подразделение.  За кино филма вижте Военнополева болница (филм).  За сериала вижте Военнополева болница (сериал).
Военнополевата болница е малко мобилно военномедицинско подразделение.
Нейната основна функция е да оказва първоначална помощ на пострадалите при военни действия, преди те да бъдат транспортирани до постоянна военна болница. Тя включва мобилно медицинско оборудване, палатки или други лесно преместваеми сгради, превозни средства и медицински персонал.